# Heteropoda plebeja
Heteropoda plebeja är en spindelart som beskrevs av Tamerlan Thorell 1887. Heteropoda plebeja ingår i släktet Heteropoda och familjen jättekrabbspindlar.
Artens utbredningsområde är Myanmar. Inga underarter finns listade i Catalogue of Life.